# 2021年馬里政變
2021年馬里政變是指自2021年5月24日晚上開始，馬利武裝部隊發起軍事政變，逮捕馬里總統巴·恩多、馬里總理莫克塔·瓦內和國防部部長蘇萊曼·杜庫雷。先前領導2020年馬里政變的軍政府領導人阿西米·戈伊塔宣布上台，並剝奪巴·恩多和莫克塔·瓦內等政府高層權力，且將在2022年舉行新選舉。這是馬里在2012年政變和2020年政變之後第三次發生政變。
2023年9月16日，馬利、尼日和布基納法索——三个发生类似政变的西非国家簽署共同防禦條約，建立萨赫勒国家联盟，并于2024年1月28日發布聯合聲明，宣布退出西非經共體。